# Trophis aurantiaca
Trophis aurantiaca är en mullbärsväxtart som beskrevs av Theodor Carl Karl Julius Herzog. Trophis aurantiaca ingår i släktet Trophis och familjen mullbärsväxter. Inga underarter finns listade i Catalogue of Life.